# Uševce
Uševce (cyr. Ушевце) – wieś w Serbii, w okręgu pczyńskim, w mieście Vranje. W 2011 roku liczyła 119 mieszkańców.